# Majou
Le nom Majous (de l'arabe et du persan: مجوس, majūsī) a d'abord servi à désigner les Zoroastriens, et tout particulièrement leurs prêtres. C'était un terme technique, signifiant mage, qui comme son synonyme gabr (d'étymologie inconnue) n'avait à l'origine aucune charge péjorative. Dans les territoires musulmans de la péninsule ibérique (Al-Andalus), les païens non-chrétiens étaient appelés majus et ne pouvaient prétendre ni au statut de mozarabes ni à celui de muladis.
À partir des années 1980 et dans le cadre de la Guerre Iran-Irak, majus devient un terme courant de la propagande irakienne pour désigner les iraniens, qui permet d'exclure les iraniens de l'Islam, affirmant implicitement que leur pratique de la religion est insincère et sert à cacher des croyances pré-islamiques, justifiant la guerre, au-delà du nationalisme arabe, par des motivations religieuses.